# Festuca cirrosa
Festuca cirrosa là một loài thực vật có hoa trong họ Hòa thảo. Loài này được (Speg.) Parodi mô tả khoa học đầu tiên năm 1953.